# Laurien Leurink
Laurien Leurink (ur. 13 listopada 1994) – holenderska hokeistka na trawie. Srebrna medalistka olimpijska z Rio de Janeiro.
Występuje w pomocy. W reprezentacji Holandii debiutowała w 2015. Zawody w 2016 były jej pierwszymi igrzyskami olimpijskimi, Holandia po rzutach karnych przegrała w finale z Wielką Brytanią. Z kadrą brała udział m.in. w mistrzostwach świata w 2018 (złoto) oraz turniejach Champions Trophy i w mistrzostwach Europy w 2017 (złoto). Łącznie w kadrze rozegrała 82 spotkania i zdobyła 19 goli.